# یولوکوو
یولوکوو (انگلیسی: Yulukovo) یک شهرک در شهرستان گافوریسکی استان باشقیرستان کشور روسیه است.